# Cartola (doce)
A cartola é um doce brasileiro, típico de Pernambuco. É uma das mais tradicionais sobremesas pernambucanas.

## Informações gerais
A iguaria tem origem nas casas-grandes dos engenhos. Consiste de bananas fritas em manteiga ou óleo, queijo de coalho ou de manteiga derretidos colocados em cima das bananas fritas, e cobertura, que pode ser a mais tradicional de canela e açúcar ou outras mais elaboradas como calda de chocolate. É considerada resultado de técnicas e hábitos culturais dos colonizadores portugueses, dos indígenas locais e dos africanos escravizados, uma mostra da miscigenação dos três principais povos que formaram a cultura do Nordeste do Brasil. Uma das cartolas mais tradicionais é a do Restaurante Leite, o mais antigo restaurante do país.
Pela Lei 13.751, de abril de 2009, a cartola foi reconhecida como Patrimônio Imaterial de Pernambuco.